# Opatowice (Tarnowskie Góry)
Opatowice (niem. Opattowitz) – dzielnica Tarnowskich Gór, położona w zachodniej części miasta. Graniczy ze Starymi Tarnowicami, Rybną oraz Śródmieściem-Centrum.
W skład współczesnych Opatowic wchodzą: dawna wieś Opatowice (niem. Opattowitz) z centrum wzdłuż obecnej ulicy Wiejskiej oraz osada Słomianka (niem. Strohkretscham) znajdująca się u zbiegu dzisiejszych ulic Jana Pastuszki i Słomianki. Do dawnej gminy Opatowice należały również Repecko (niem. Repetzko) oraz część Puferek (niem. Gruschkamühle) położone na północ od drogi łączącej Tarnowskie Góry ze Strzybnicą, nad rzeką Stołą. Obecnie znajdują się one w granicach dzielnicy Sowice.

## Nazwa
Według jednej z teorii nazwa osady pochodzi od „opata”, tj. przełożonego zakonu, któremu obowiązana była płacić dziesięcinę. Według innej, nazwę miejscowości należy łączyć ze słowem „łopata” (gwarowo „opata”) wskazującym na rolniczy i pierwotnie gospodarczy charakter tej wsi.

## Historia
Opatowice to jedna ze starszych osad ziemi tarnogórskiej. Według Jana Nowaka, tarnogórskiego kronikarza okresu międzywojennego, osada miała zostać założona w 1201 roku przez cystersów, kiedy to zakon ten osiedlił się w Polsce i otrzymał od księcia Mieczysława ziemię leżącą między Tarnowicami, Rybną i Sowicami.
Zdaniem historyka dra hab. inż. arch. Marka Wrońskiego jest to jednak informacja błędna, powielana wielokrotnie w licznych publikacjach, nawet naukowych. Prof. Jan Drabina w monografii „Historia Tarnowskich Gór” przytacza dokument wystawiony przez papieża Innocentego III z 1201 roku, w którym potwierdza wszystkie posiadłości należące do zakonu premonstratensów. Wśród nich została wymieniona osada Reptones, czyli dzisiejsze Repty.
Opatowice należały do parafii repeckiej, a w 1415 roku weszły w skład utworzonej wówczas parafii w Starych Tarnowicach i utrzymały się przy tej parafii aż 570 lat. Parafia w Opatowicach została erygowana 29 grudnia 1985 roku, a nową świątynię pw. Matki Boskiej Piekarskiej – Matki Sprawiedliwości i Miłości Społecznej konsekrował uroczyście biskup Jan Wieczorek w dniu 12 września 1996 roku.
Górnictwo kruszcu rozwinęło się tutaj w XVI wieku i trwało z małymi przerwami do 1621 roku. Wtedy to trudniono się kopalnictwem kruszców szlachetnych, zwłaszcza srebra i ołowiu. W roku 1573 na polach opatowickich wybito aż 232 szyby wydobywcze. W kościele parafialnym w Tarnowicach Starych znajduje się pod organami herb dla Opatowic wyobrażający łopatę.
W 1885 roku założono w Opatowicach jednoklasową szkołę, drugą klasę dobudowano dziesięć lat później. Dzieci najstarszych klas kończyły edukację elementarną w Starych Tarnowicach. Dzisiaj budynek tej szkoły, po gruntownej przebudowie, stał się siedzibą przedszkola.
Po I wojnie światowej i plebiscycie (za Polską oddano 277 głosów, a za Niemcami 80) Opatowice znalazły się w granicach państwa polskiego. W 1926 roku w 101 domach mieszkało 828 osób.
W czasie II wojny światowej niemiecka nazistowska administracja III Rzeszy zmieniła nazwę na nową, całkowicie ahistoryczną – Kraftfelde.
Po wojnie w 1954 roku Opatowice wraz z Rybną utworzyły gromadę Rybna, którą włączono w 1961 roku do Strzybnicy.
Od 1975 roku Opatowice stanowią dzielnicę Tarnowskich Gór.

## Herb
Według statutu dzielnicy Opatowice do 2015 roku herbem dzielnicy był:

(...) łopata i kopaczka, skrzyżowane nawzajem, drzewcami do góry. Barwy godła są następujące: żeliwa białe, złote drzewce, umieszczone na niebieskim tle.

## Zabytki

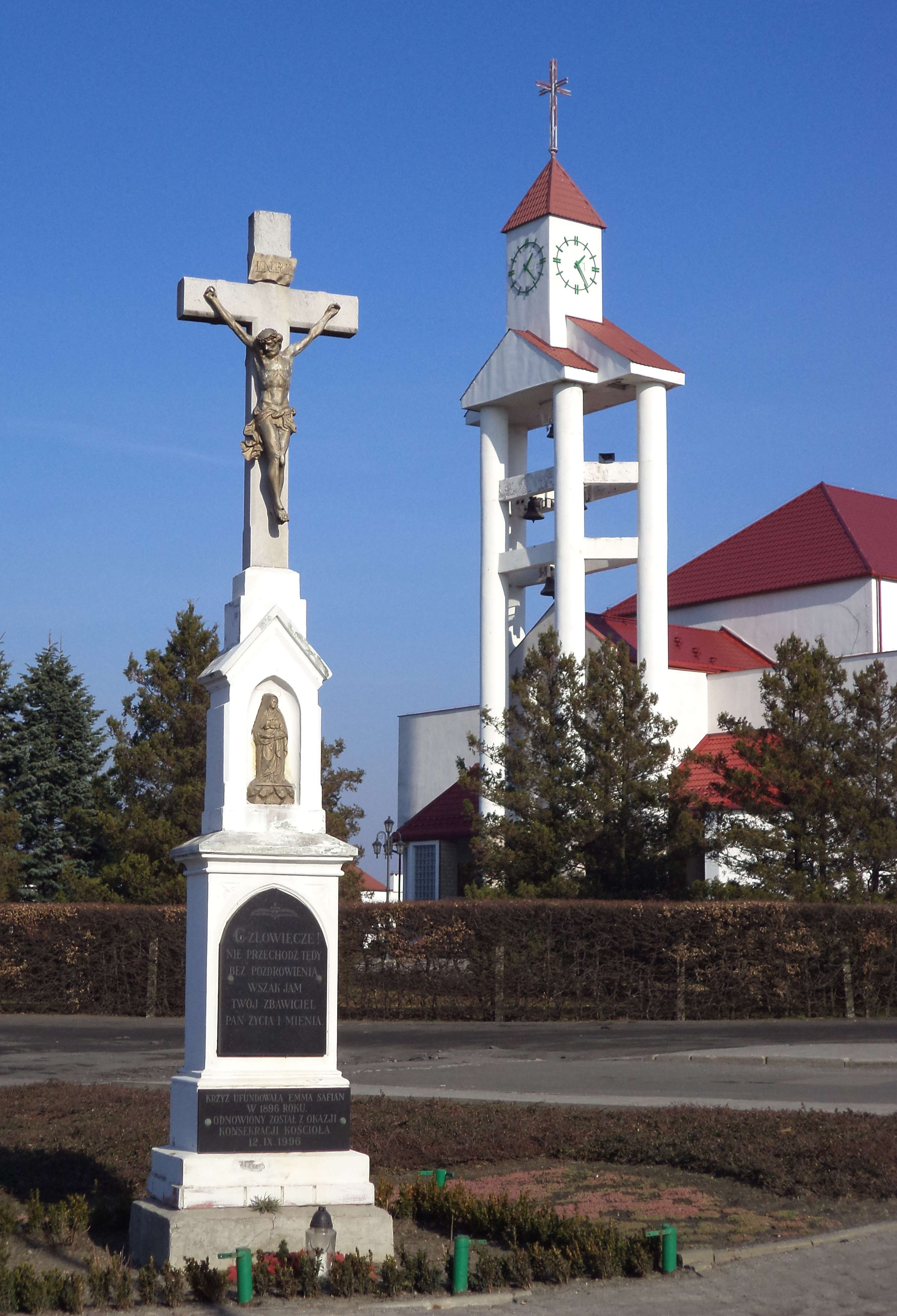
Krzyż przydrożny z 1896 roku oraz fragment kościoła Matki Boskiej Piekarskiej-Matki Sprawiedliwości i Miłości Społecznej przy ul. Opatowickiej w Opatowicach

Opatowice charakteryzują się niewielką liczbą obiektów zabytkowych, brak jest na przykład obiektów wpisanych do rejestru zabytków, zaś w Gminnej Ewidencji Zabytków (GEZ) Miasta Tarnowskie Góry figuruje jedynie 9 obiektów z czego 5 to dawne stanowiska archeologiczne:
- ślady osadnictwa z wczesnego średniowiecza – w rejonie ul. Zalesie oraz ul. Wiśniowej 9j,
- ślad osadnictwa z późnego średniowiecza – w rejonie ul. Polarnej 103g,
- pozostałości osady(?) z późnego średniowiecza – stanowisko o bokach 120×100 m w rejonie ul. Zalesie 3,
- pozostałości wczesnośredniowiecznej osady reprezentującej kulturę przeworską i łużycką – w rejonie ul. Zalesie 6.

Pozostałe zabytki ujęte w GEZ to kapliczka z początku XX wieku znajdująca się przy ul. Pastuszki 58 oraz krzyże przydrożne: kamienny z 1896 roku przy ul. Opatowickiej, pochodzący z 1917 roku kamienny krzyż na postumencie stojący przy ul. Wiejskiej 63 oraz krzyż z ok. 1930 roku u zbiegu ulic Wiśniowej i Zagórskiej.

## Kultura
Życie społeczno-kulturowe Opatowic skupia się wokół oddziału Tarnogórskiego Centrum Kultury (TCK) przy ul. Pastuszki 9. W 2021 przed TCK odsłonięto rzeźbę gwarka.

## Oświata
Na terenie dzielnicy znajduje się Publiczne Przedszkole nr 26 (ul. Pastuszki 3). Dzieci mieszkające w Opatowicach podlegają terenowo Zespołowi Szkolno-Przedszkolnemu nr 4 w Rybnej (obejmującemu Publiczną Szkołę Podstawową nr 14 oraz Publiczne Przedszkole nr 18), Szkole Podstawowej nr 15 im. Gwarków Tarnogórskich lub Szkole Podstawowej nr 8 im. Pułku 3. Ułanów Śląskich w Starych Tarnowicach (dawne Gimnazjum nr 4).

## Religia
Największą wspólnotą religijną w Opatowicach jest katolicka parafia pod wezwaniem Matki Boskiej Piekarskiej-Matki Sprawiedliwości i Miłości Społecznej, która swoim zasięgiem obejmuje całe Opatowice oraz północną część Starych Tarnowic (ulice: Duńską, Estońską, Francuską, Hiszpańską, Litewską, Łotewską, Morcinka, Saperów, Sielankę, Szwedzką) i w 2010 liczyła ok. 6700 wiernych. Została ona erygowana 29 grudnia 1985 roku przez biskupa katowickiego Damiana Zimonia, zaś 12 września 1996 roku po ośmiu latach od rozpoczęcia budowy, kościół parafialny został konsekrowany przez biskupa gliwickiego Jana Wieczorka.

## Transport

### Transport drogowy

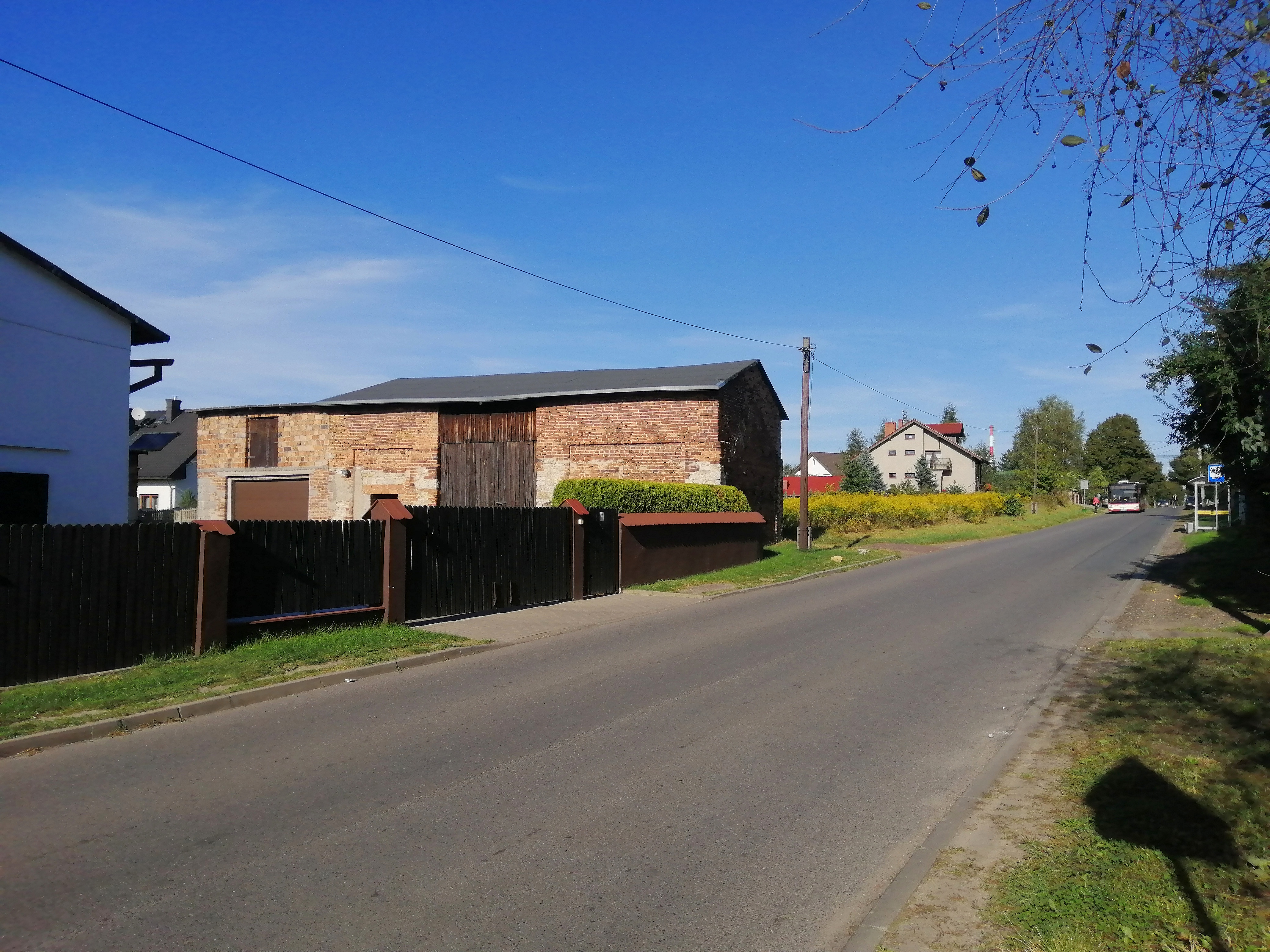
Ulica Wiśniowa w Opatowicach

Najważniejszą ulicą dzielnicy jest prowadząca początkowo na północ, następnie na północny zachód w kierunku Rybnej i Strzybnicy, wchodząca w skład drogi powiatowej nr 3310S ulica Jana Pastuszki. Tworzy ona układ ulicówkowy dawnej wsi. Na wysokości przedszkola rozwidla się na ulicę Starotarnowicką (która ma status drogi powiatowej nr 3309S powiatu tarnogórskiego) oraz Wiejską (ul. XX-lecia PRL w latach 1964–1990). Biegną one na południe, tworząc owalnicowy układ starej części Opatowic, a kończą się na skrzyżowaniu z ulicą Sielanką, która prowadzi w kierunku zachodnim do Laryszowa. Kontynuacją ulicy Starotarnowickiej jest ulica Wincentego Janasa w Starych Tarnowicach, natomiast kontynuacją ul. Sielanki biegnącą w kierunku wschodnim do centrum miasta jest ulica Opatowicka. Ze śródmieściem łączy Opatowice również biegnąca w kierunku północno-wschodnim ulica Wiśniowa oraz tworząca północną granicę Opatowic ulica Zagórska, będąca częścią drogi krajowej nr 11.

### Komunikacja miejska

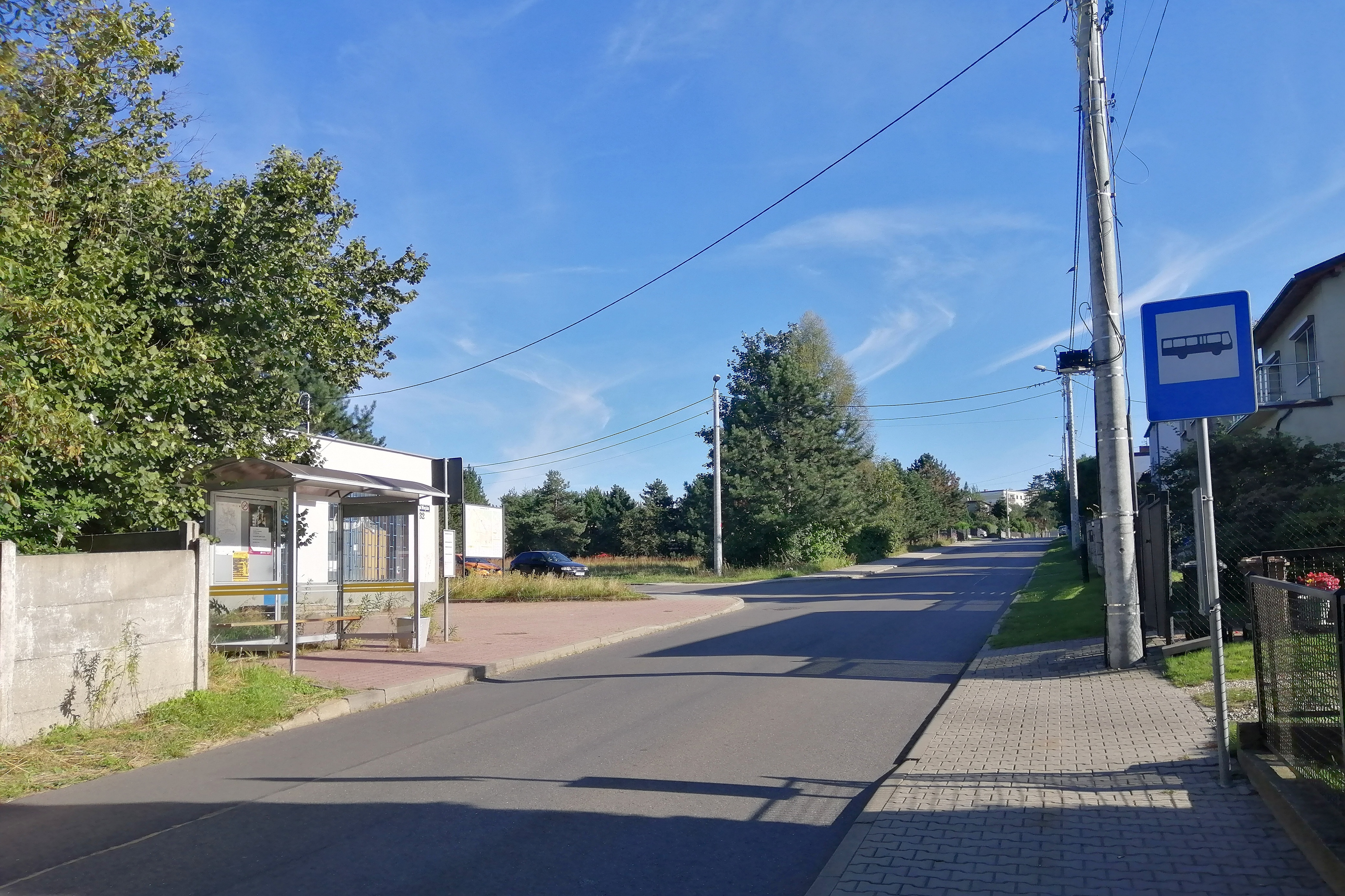
Przystanek autobusowy Opatowice Wiejska przy ul. Wiejskiej

Publiczny transport zbiorowy na terenie dzielnicy obejmuje przewozy autobusowe, których organizatorem od 1 stycznia 2019 jest Zarząd Transportu Metropolitalnego.
Według stanu z grudnia 2022 przez Opatowice przejeżdżają i zatrzymują się autobusy kursujące na liniach:
- 3 (Osada Jana Pawilon – Stare Tarnowice GCR),
- 142 (Tarnowskie Góry Dworzec – Strzybnica Kościelna),
- 180 (Tarnowskie Góry Dworzec – Wielowieś Centrum Przesiadkowe),
- 614 i 615 (Miasteczko Śląskie Osiedle – Rybna Lotników),
- 780 (Szarlej Kaufland – Stare Tarnowice GCR).

Na terenie dzielnicy znajdują się przystanki: Opatowice Pastuszki i Opatowice Wiejska oraz przystanek na żądanie Opatowice Wiśniowa.